# ルイス・ブランダイス・プライバシー賞
ルイス・ブランダイス・プライバシー賞（ルイス・ブランダイス・プライバシーしょう、英語: The Louis D. Brandeis Privacy Award）は、プライバシーの権利を初めて提唱した法律家ルイス・ブランダイスにちなんで、プライバシー・個人情報保護の分野で優れた功績を挙げた人物に授与される賞である。2012年からアメリカ合衆国の公益事業団体「患者プライバシー権」（Patient Privacy Rights, PPR）が主催している。

## 受賞者
- 2012年 - en:Joe Barton、en:Ed Markey、en:Ross J. Anderson、en:Alan Westin
- 2013年 - Peter Hustinx、Mark Rothstein
- 2014年 - en:Latanya Sweeney、de:Peter Schaar
- 2015年 - en:Alex Pentland、堀部政男
- 2016年 - ジョセフ・カナタチ